# Eddie Tolan
Eddie Tolan (eigentlich: Thomas Edward Tolan; * 29. September 1908 in Denver, Colorado; † 31. Januar 1967 in Detroit, Michigan) war ein US-amerikanischer Sprinter. Er wurde 1932 der erste schwarze Olympiasieger im 100-Meter-Lauf und trug den Beinamen The Midnight Express.

## Biografie
In seiner Jugend war Tolan ein ausgezeichneter American-Football-Spieler. Als er in der Mannschaft der Cass Tech High School in Detroit spielte, gewann er die Meisterschaft des Bundesstaates Michigan und zeigte so gute Leistungen, dass er von sieben verschiedenen Universitäten einen Studienplatz angeboten bekam. Er entschied sich für die University of Michigan, wo jedoch aufgrund seiner geringen Körpergröße (1,70 m) Zweifel an seiner Eignung für diesen Sport laut wurden. So wechselte er zur Leichtathletik. Seine Karriere dauerte vier Jahre.
Als Student an der University of Michigan stellte Tolan am 25. Mai 1929 in Evanston mit 9,5 Sekunden einen Weltrekord über 100 Yards auf. Im gleichen Jahr stellte er bei Sportfesten in Europa mehrfach den Weltrekord von 10,4 Sekunden im 100-Meter-Lauf ein.
1932 gewann Tolan den Titel des US-Meisters über die Sprintstrecken. Obwohl er sich bei den olympischen Vorausscheidungskämpfen, den so genannten Trials, seinem Teamkollegen Ralph Metcalfe geschlagen geben musste, qualifizierte sich Tolan für den 100-Meter- und den 200-Meter-Lauf der Olympischen Spiele in Los Angeles. Dort gelang es Tolan, den Spieß umzudrehen, und er gewann beide Sprintstrecken mit olympischem Rekord.
Weder Tolan noch Metcalfe wurden für die 4-mal-100-Meter-Staffel aufgestellt. Dennoch gewann die US-amerikanische Stafette in Weltrekordzeit Gold. Nach den Spielen zog sich Tolan weitgehend aus dem Sport zurück und trat nur noch vereinzelt bei professionellen Rennen an.
Nach seiner aktiven Laufbahn war Tolan für kurze Zeit als Vaudeville-Schauspieler tätig. Anschließend arbeitete er bei der Registerbehörde von Wayne County, als Trainer an der Murray Wright High School und schließlich als Schullehrer.
Tolan starb am 31. Januar 1967 im Alter von 58 Jahren an einem Herzinfarkt.

## Leistungen
- 1929 stellte er mit 9,5 s über 100 yds einen Weltrekord auf. Im gleichen Jahr gelang ihm mit 10,4 s. die Einstellung des Weltrekords über 100 m. Er gewann die US-Meisterschaft über 100 und 200 yds in 10,0 s bzw. 21,9 s.
- 1930 gewann er die US-Meisterschaft über 100 yds in 9,7 s.
- 1931 gewann er über 200 yds in 21,0 s die US-Meisterschaft und in 21,5 s die NCAA-Meisterschaft.
- 1932 unterlag er bei den Olympiaausscheidungen über beide Strecken gegen Ralph Metcalfe, aber in Los Angeles lautete die Reihenfolge umgekehrt. Nachdem er im Vorlauf mit 10,53 s Weltrekord gelaufen war, lieferte er sich im Finale mit Metcalfe ein totes Rennen in der neuen Weltrekordzeit von 10,38 s, wurde aber aufgrund von Zielfotos zum Sieger vor Metcalfe erklärt. Über 200 m waren die Abstände deutlicher: Tolan gewann in 21,12 s vor George Simpson in 21,4 s und Ralph Metcalfe in 21,5 s.